# فلاشینگ (کویینز)
فلاشینگ، کویینز (به انگلیسی: Flushing, Queens) یکی از محله‌های نیویورک سیتی است که در بخش کویینز واقع شده‌است.

## خصوصیات
فلاشینگ ۲۱۹٬۳۴۲ نفر جمعیت دارد.